# گمینا لیپینکی ووژتسکیه
گمینا لیپینکی ووژتسکیه (به لهستانی:  Gmina Lipinki Łużyckie) یک گمینا در لهستان است که در شهرستان ژاری واقع شده‌است.
 گمینا لیپینکی ووژتسکیه ۸۸٫۵۵ کیلومتر مربع مساحت و ۳٬۲۶۹ نفر جمعیت دارد.